# The Settlers III
The Settlers III est un jeu vidéo de gestion et de stratégie en temps réel développé par Blue Byte Software et sorti en 1998 sur PC. Il fait partie de la série The Settlers et est la suite de The Settlers II sorti en 1996.
Une première extension, The Settlers III: Quest Of The Amazons sort en décembre 1998. Elle permet de jouer avec une nouvelle civilisation : les amazones.
En 1999 sort une seconde extension : The Settlers III: Mission CD qui apporte un éditeur de niveaux, 10 nouvelles cartes solo et 20 nouvelles cartes multijoueurs.

## Système de jeu
The Settlers III reprend les principes de ses prédécesseurs. L’objectif est de conquérir un territoire et de vaincre ses ennemis tout en gérant le développement économique de sa population.
Dans ce jeu, on peut incarner quatre civilisations :
- les romains
- les égyptiens
- les chinois
- les amazones

Dans le mode « Campagne », le joueur incarne un dieu affronte d'autres dieux afin de prouver la supériorité de sa civilisation.
The Settlers III est le premier épisode de la série permettant de jouer en réseau (local ou Internet).

## Accueil

### The Settlers 3
| The Settlers III      |      |       |
| Média                 | Pays | Notes |
| Computer Gaming World | US   | 2.5/5 |
| Cyber Stratège        | FR   | 4/5   |
| GameSpot              | US   | 61 %  |
| Gen4                  | FR   | 4/6   |
| Joystick              | FR   | 75 %  |
| PC Zone               | UK   | 88 %  |

### La quête des amazones
| La quête des amazones |      |       |
| Média                 | Pays | Notes |
| Gen4                  | FR   | 4/6   |
| Joystick              | FR   | 30 %  |